# Goffredo di Calw
Goffredo di Calw (... – 6 febbraio 1131) fu conte di Calw e conte palatino del Reno 1113 al 1126.

## Biografia
Era il figlio minore del conte Adalberto II di Calw e Wiltrude di Lotaringia, a sua volta figlia del duca Goffredo il Barbuto e di Doda. Nel 1095 divenne Vogt di Hirsau e succedette al padre a Calw quando quest'ultimo si ritirò in monastero nel 1094/95. Goffredo era inizialmente un seguace dell'imperatore Enrico IV, ma dal 1105, anno della disputa sul trono tra Enrico IV e suo figlio Enrico V, fu uno dei più importanti aiutanti e consiglieri di quest'ultimo. Nella prima Italienzug di Enrico V nel 1111, Goffredo di Calw partecipò alle trattative di Santa Maria in Turri e di Ponte Mammolo, e successivamente alle trattative di Mouzon nel 1119 e a quelle sul concordato di Worms del 1122, che firmò anche lui.
Dopo la morte del conte palatino Sigfrido di Ballenstedt il 9 marzo 1113 a seguito di un attacco dei partigiani imperiali, Goffredo è documentato come suo successore a conte palatino già il 6 aprile 1113.
Un anno dopo, la sua nomina lo portò a controversie in Lotaringia e con l'arcivescovo di Magonza Adalberto I di Saarbrücken e il suo fratello a Treviri, Bruno di Lauffen. Prima della sua seconda Italienzug nel 1116, Enrico V fece di Goffredo uno dei suoi rappresentanti in Germania insieme agli Staufer Federico e Corrado di Svevia, posizione che Goffredo usò per rivoltarsi contro Adalberto. La morte di Enrico V nel 1125 e l'elezione di Lotario III come nuovo re indebolirono la posizione di Goffredo: anche se non fu privato del titolo di conte palatino del Reno, fu assistito da un secondo conte palatino, Guglielmo di Ballenstedt, figlio di Sigfrido, che era ancora minorenne al momento della morte del padre, per il quale agì come tutore dal 1126 al 1129 e al quale poi dovette cedere il titolo.

## Matrimonio e figli
Goffredo era sposato con Liutgarda di Zähringen, una figlia del duca Bertoldo II, da non confondere con Liutgarda di Zähringen, figlia di Bertoldo I di Zähringen. Con lei ebbe almeno tre figli:
- Goffredo († prima del 1131/32);
- Liutgarda ∞ NN Verli, cavaliere;
- Uta di Schauenburg († 1196), detta "duchessa di Schauenburg", fondò l'abbazia di Allerheiligen nel 1191 ∞ prima del gennaio 1133 Guelfo I (tra 16 dicembre 1114 e il 15 dicembre 1116- 15 dicembre 1191 a Memmingen), attestato nel 1129, crociato nel 1147, fondò l'abbazia di Steingaden nel 1147, chiamato Guelfo di Ravensburg nel 1152, duca di Spoleto e margravio di Toscana nel 1152-1172, Vogt di Zwiefalten nel 1152, sepolto a Steingaden.